# Санбонет Спа (Новара)
Санбонет Спа је насеље у Италији у округу Новара, региону Пијемонт.
Према процени из 2011. у насељу је живело 2 становника. Насеље се налази на надморској висини од 133 м.